# Altes Pfarrhaus (Bergheim)

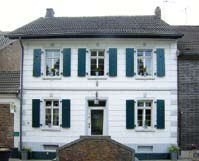
Altes Pfarrhaus in Bergheim-Thorr

Das heute in Privatbesitz befindliche Wohnhaus liegt in der Römerstraße 54 in Thorr, einem der 15 Stadtteile der Kreisstadt Bergheim im Rhein-Erft-Kreis. Das Bauwerk steht unter Denkmalschutz und ist mit der Denkmalnummer 95 in die Liste der Baudenkmäler in Thorr eingetragen.

## Geschichte und Architektur
Das Haus Römerstraße 54 ist kurz nach 1850 erbaut worden. Es ist ein traufständiges Wohnhaus mit verputztem Backsteinmauerwerk. Seine zwei Geschosse erheben sich über einem hohen, abgesetzten Sockel, in dem sich rechteckige Kellerfenster befinden. Die Straßenfassade ist – genauso wie die Rückseite – durch hochrechteckiger Fenster mit Werksteinsohlbänken und Holzschlagläden in drei Achsen unterteilt. Sie besitzt Eckquaderungen und Putznutungen, die sich im Erdgeschoss mit aufgeputzten Bossenquadern abwechseln. Zum hochrechteckigen Mitteleingang mit Werksteinfassung für eine zweiläufige Treppe hinauf. An der seite schließt sich ein niedrigeres, später errichtetes Wirtschaftsgebäude aus Backstein an, das wahrscheinlich verkürz wurde.
Das Anwesen war ursprünglich als Pfarrhaus erbaut worden und wurde als solches bis 1969 genutzt. Dann ging es in Privatbesitz über.